# 金胜镇
金胜镇，是中华人民共和国山西省太原市晋源区下辖的一个乡镇级行政单位。

## 行政区划
金胜镇下辖以下地区：
一电社区、金胜社区、电西巷社区、武家庄社区、古寨村、木厂头村、贾家庄村、西寨村、北阜村、金胜村、西峪村、上冶峪村、冶峪村、南阜村、城北村、董茹村、新村和石庄头村。